# Marco Eisenhut
Marco Eisenhut (* 1. November 1994 in Deggendorf) ist ein deutscher Eishockeytorwart, der seit 2024 beim EHF Passau Black Hawks in der Eishockey-Oberliga unter Vertrag steht.

## Karriere
Marco Eisenhut entstammt der Deggendorfer und Landshuter Talentschule und stand ab 2014 beim ERC Ingolstadt unter Vertrag. Sein DEL-Debüt gab er, der in seinem ersten DEL-Jahr vor allem per Förderlizenz bei den Kooperationspartnern EV Landshut und EV Regensburg zum Einsatz kommt, bei einem Spiel in Nürnberg. Seinen ersten Einsatz als Starting Goalie hatte er beim Sieg des ERC Ingolstadt in Wolfsburg am 4. Januar 2015. Zudem debütierte Eisenhut am 7. Oktober 2014 in der Champions Hockey League und führte den ERC zu einem 3:2-Sieg nach Verlängerung gegen den EV Zug. In der Saison 2015/16 kam er parallel per Förderlizenz beim EHC Bayreuth, in der Saison 2016/17 beim ESV Kaufbeuren zum Einsatz.
Am 9. Dezember 2016 gelang ihm beim 1:0-Erfolg des ERC Ingolstadt gegen die Adler Mannheim sein erster Shutout in der DEL. Nach der Saison 2016/17 lief sein Vertrag beim ERCI aus und Eisenhut wechselte in die DEL2 zu den Dresdner Eislöwen, um den nächsten Schritt in seiner Entwicklung zu gehen. In den folgenden drei Jahren spielte er für die Eislöwen und entwickelte sich dort zum Leistungsträger und Publikumsliebling. Unter Trainer Rico Rossi kam er in der Saison 2019/20 nur noch unregelmäßig zum Einsatz und erhielt nach der Saison keinen neuen Vertrag. Anfang Dezember 2020 gaben die Straubing Tigers aus der DEL die Verpflichtung Eisenhuts als dritten Torwart bekannt. Nach Abschluss der Saison 2020/21 verließ Eisenhut Straubing und schloss sich für die kommende Saison 2021/22 dem ECDC Memmingen aus der Eishockey-Oberliga an.
Marco Eisenhut spielt aktuell für die Passau Black Hawks in der Oberliga Süd. Er wechselte vor der Saison 2024/25 zu diesem Team, nachdem er zuvor drei Jahre bei den Memmingen Indians aktiv war. Der erfahrene Torhüter entschied sich für den Wechsel, um näher an seiner Heimat zu sein, und wird in Passau als Schlüsselspieler gesehen.

## Erfolge und Auszeichnungen
- 2011 Deutscher Nachwuchsmeister mit dem EV Landshut